# Баренго
Баренго, Баренґо (італ. Barengo, п'єм. Barengh) — муніципалітет в Італії, у регіоні П'ємонт,  провінція Новара.
Баренго розташоване на відстані близько 520 км на північний захід від Рима, 85 км на північний схід від Турина, 16 км на північний захід від Новари.
Населення — 837 осіб (2014).

## Демографія
Населення за роками:

Станом на 1 січня 2023 року в муніципалітеті офіційно проживали 24 іноземці з 8 країн, серед них 1 громадянин країн Євросоюзу та 8 громадян України.

## Уродженці
- Джамп'єро Боніперті (*1928) — відомий у минулому італійський футболіст, нападник, згодом — спортивний функціонер.

## Сусідні муніципалітети
- Бріона
- Кавальєтто
- Кавальйо-д'Агонья
- Фара-Новарезе
- Момо
- Вапріо-д'Агонья